# رودني والاس (مقاتل)
رودني والاس (بالإنجليزية: Rodney Wallace) هو فنان قتال مختلط أمريكي، ولد في 21 نوفمبر 1981 في بامبرج في الولايات المتحدة.

## وصلات خارجية
- رودني والاس على موقع يو إف سي (الإنجليزية)
- رودني والاس على موقع شيردوغ (الإنجليزية)
- رودني والاس على موقع Tapology.com (الإنجليزية)
- رودني والاس على موقع IMDb (الإنجليزية)